# 往来账户
往来账户（英語：Correspondent Account）是由银行为其他金融机构设立用来接收存款、代为支付或处理其他金融交易的账户（常称为资产户或负债户）。往来账户按两家银行之间的双方协议设立。
通常来讲，外国银行在某国需要进行本币支付和收款时，会需要设立往来账户。银行通常需要在它没有分行或分支机构的地区设立往来账户，用于存放当地货币。这是因为绝大多数央行仅接受在其管辖地区内开展业务的机构来登记存款或转移资金。除了极少数的特殊场景之外，一个银行持有的外币资金（无论是其自有或为其客户代持）实际上存放在它在该币种所属地区开设的往来账户中。
即便是当一家银行在多个地区设立了分行或分支机构，它在某一个地区对应的当地货币账户余额也会通过其在当地分行或分支机构、或当地另一家机构开设的往来账户进行存放。例如，汇丰银行通过它的美国分支机构“汇丰美国”（HSBC Bank USA）来接收美元，而星展银行通过摩根大通来接收美元。